# Cubismo orfico
Il cubismo orfico (o orfismo) è un movimento pittorico sviluppatosi in Francia nei primi anni del 1910.

## Storia
Il movimento deve il suo nome allo scrittore e critico francese Guillaume Apollinaire, che lo aveva scelto per definire il gruppo di artisti chiamati Section d'Or, su suggerimento di Jacques Villon. Tra loro vi erano anche i suoi fratelli, Raymond Duchamp-Villon e Marcel Duchamp, e, inoltre, Roger de La Fresnaye, Fernand Léger, Marie Laurencin. Questa compagnia aveva l'obiettivo di rappresentare dei quadri che avessero rigorosi rapporti geometrici tenendo comunque conto della vitalità del colore presente in essi. Section d'Or fu anche il titolo della rivista che crearono e del Salon col quale esordirono a Parigi nel 1912.
Questi artisti erano soliti riunirsi nella casa parigina di Jacques Duchamp, sita nel sobborgo di Puteaux. Tutti avevano sviluppato una visione del cubismo diversa da quella del cosiddetto gruppo di Montmartre (rappresentato principalmente da Picasso e Braque): le composizioni incominciarono ad essere completamente create dal pittore e non tratte dalla realtà, il colore tornò parte essenziale del dipinto, non più finalizzato alla mera scomposizione dei volumi. Questo rimando all'orfismo vuole sottolineare la spiritualità espressa attraverso il colore e la sua suggestione.
I pittori František Kupka e Robert Delaunay, furono tra i maggiori esponenti dell'arte astratta e dell'orfismo.

## Influenze
Il cubismo orfico influenzerà il movimento futurista, soprattutto per quel che riguarda il movimento, la velocità, e le nuove tecniche pittoriche basate sulla simulazione della cronofotografia (in quegli stessi anni Giacomo Balla stava facendo sperimentazioni fondamentali in tal senso).
In realtà il Futurismo compare prima nel 1909 con il dinamismo simultaneo, è il Cubismo orfico a sviluppare le idee futuriste, ma dopo il 1909.